# McKesson Plaza
McKesson Plaza je mrakodrap v centru kalifornského města San Francisco. Má 38 pater a výšku 161 metrů, společně s budovou First Market Tower se dělí o 15. a 16. místo nejvyšších mrakodrapů ve městě. Byl dokončen v roce 1969 a za designem budovy stojí firma Welton Becket & Associates. V budově se nachází kancelářské prostory.